# Wojsko I Rzeczypospolitej

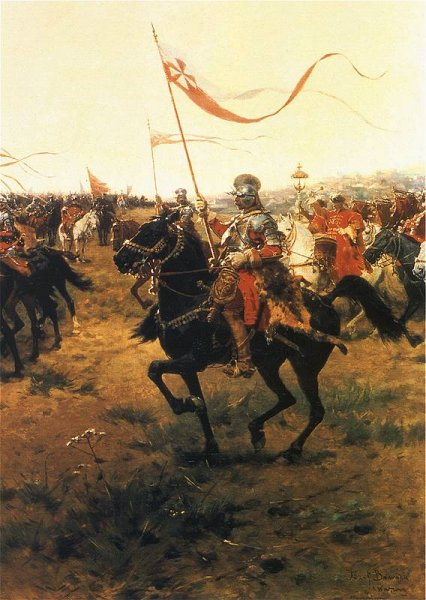
Józef Brandt, Husarz

Wojsko I Rzeczypospolitej – siły zbrojne Rzeczypospolitej dowodzone przez dwóch hetmanów wielkich, koronnego i litewskiego, oraz dwóch hetmanów polnych.
W rzeczywistości istniały 2 odrębne byty, tj. armia koronna i armia litewska, które w chwili zagrożenia występowały wspólnie. Karność wojska w XVII i XVIII wieku pojmowano dość osobliwie. Na wszelkiego rodzaju bezprawie w wykonaniu wojska wobec ludności cywilnej patrzono dość pobłażliwie. Podobnie było w armiach innych państw.

## Rodzaje wojsk
- Wojsko kwarciane – regularne oddziały opłacane z tzw. kwarty, czyli podatku naliczanego dzierżawcom królewszczyzn. Powstały w 2 połowie XVI wieku z formacji obrony potocznej. Oddziały kwarciane liczyły od 2 do 6 tys. żołnierzy. Składały się z jazdy, piechoty i artylerii.
- Wojsko suplementowe – formowane doraźnie w okresie wojny w taki sam sposób jak wojsko kwarciane.
- Wojsko komputowe – regularne oddziały powstałe w 1652 roku po połączeniu wojska kwarcianego z wojskiem suplementowym.
- Pospolite ruszenie – oddziały szlacheckie powoływane podczas wojny jako wsparcie dla regularnych wojsk zaciężnych.
- Kozacy rejestrowi – oddziały złożone z Kozaków zaporoskich wpisanych do tzw. rejestru.
- Gwardia koronna – niewielkie, prywatne wojsko króla, którego głównym celem było zapewnianie bezpieczeństwa władcy i jego rodziny.
- Wojsko najemne – oddziały zaciężne złożone głównie z obcokrajowców. W Rzeczypospolitej wykorzystywano je stosunkowo rzadko i na niewielką skalę.
- Wojska prywatne – oddziały utrzymywane przez magnatów liczące od kilkuset do kilku tysięcy żołnierzy. Rodzajem wojsk magnackich było wojsko ordynackie.
- Wojska powiatowe – oddziały zaciągane na służbę decyzją sejmików i przez nie opłacane. Ich celem było zwalczanie lokalnych zagrożeń (bandyci, Tatarzy). Brały czasem udział w wojnach wraz z armią państwową.
- Wojska miejskie – piechota i artyleria powoływane przez samorząd miejski w celu obrony miasta.

## Formacje wojskowe
- Jazda:
  - Husaria – autorament narodowy
  - Pancerni – autorament narodowy
  - Petyhorcy – autorament narodowy
  - Jazda lekka – autorament narodowy
  - Jazda kozacka – autorament narodowy
  - Jazda tatarska – autorament narodowy
  - Jazda wołoska – autorament narodowy
  - Lisowczycy – najemnicy
  - Rajtaria – autorament cudzoziemski
  - Arkebuzeria – autorament cudzoziemski

- Piechota:
  - Piechota łanowa – autorament narodowy
  - Piechota wybraniecka – autorament narodowy
  - Piechota dymowa – autorament narodowy
  - Piechota węgierska (piechota polsko-węgierska, piechota polska) – autorament narodowy
  - Piechota niemiecka – autorament cudzoziemski
  - Dragonia – autorament cudzoziemski
  - Kozacy zaporoscy
  - Kozacy rejestrowi
- Artyleria
- Flota Rzeczypospolitej była niewielka i odgrywała stosunkowo niewielka rolę.

## Struktura organizacyjna wojska na przestrzeni dziejów
- Wojsko I Rzeczypospolitej w 1626
- Wojsko I Rzeczypospolitej w 1633
- Wojsko I Rzeczypospolitej w 1683
- Wojsko I Rzeczypospolitej w 1792